# 1960 欧州ネイションズカップ
1960 欧州ネイションズカップ（1960 European Nations Cup）は、1960年に開催された第1回目のUEFA欧州選手権である。

## 概要
最終トーナメントはフランスで開催され、決勝戦ではソビエト連邦（ソ連）がユーゴスラビアを延長の末に2-1で破り優勝した。
大会にはいくつかの有力チーム（西ドイツ、イタリア、イングランドなど）が不参加で、全部で17チームが参加した。予選ラウンドはホーム・アンド・アウェー方式で行なわれ、勝ち抜いた4チームがノックアウト方式による最終トーナメントに進んだ。なお、トルコ代表は1923年の初結成以来､地域連盟には未加盟のまま活動を続けていたが、今大会も地域連盟未加盟のまま、予選ラウンドにエントリーした。1回戦でルーマニアと対戦することになった。1958年11月2日の第1戦はアウェイで0－3で敗れ、1959年4月26日の第2戦はホームで2－0で勝利したものの2試合合計2－3で敗退した。
この3年後の1962年にトルコサッカー連盟は欧州サッカー連盟(UEFA)に加盟した。フランコ政権下にあったスペインがソビエト連邦への遠征を拒否して準々決勝でトーナメントから棄権したため、最終トーナメントには東ブロックから3チームが名を連ねた。
準決勝の1試合はソビエト連邦がチェコスロバキアを3-0と一蹴し、もう1試合はユーゴスラビアが開催国フランスを相手に両チーム合わせて計9点の激戦を制した。
決勝ではユーゴスラビアが先制するも、伝説的GKレフ・ヤシンを擁するソ連は追加点を許さなかった。49分に同点とすると、延長後半の113分にヴィクトル・ポネデルニクが決勝点を挙げ、ソ連が最初の欧州チャンピオンに輝いた。

## 会場
| パリマルセイユ | パリ                 | マルセイユ               |
| -------------- | -------------------- | ------------------------ |
| パリマルセイユ | パルク・デ・プランス | スタッド・ヴェロドローム |
| パリマルセイユ | 収容人数: 40,000     | 収容人数: 40,000         |
| パリマルセイユ |                      |                          |

## 予選ラウンド

### 予備予選
| チーム #1        | 計    | チーム #2    | 第1戦 | 第2戦 |
| ---------------- | ----- | ------------ | ----- | ----- |
| チェコスロバキア | 4 - 2 | アイルランド | 0 - 2 | 4 - 0 |

### 1回戦
| チーム #1        | 計    | チーム #2  | 第1戦 | 第2戦 |
| ---------------- | ----- | ---------- | ----- | ----- |
| ソビエト連邦     | 4 - 1 | ハンガリー | 3 - 1 | 1 - 0 |
| フランス         | 8 - 2 | ギリシャ   | 7 - 1 | 1 - 1 |
| ルーマニア       | 3 - 2 | トルコ     | 3 - 0 | 0 - 2 |
| オーストリア     | 6 - 2 | ノルウェー | 1 - 0 | 5 - 2 |
| ユーゴスラビア   | 3 - 1 | ブルガリア | 2 - 0 | 1 - 1 |
| ポルトガル       | 5 - 2 | 東ドイツ   | 2 - 0 | 3 - 2 |
| スペイン         | 7 - 2 | ポーランド | 4 - 2 | 3 - 0 |
| チェコスロバキア | 7 - 3 | デンマーク | 2 - 2 | 5 - 1 |

### 準々決勝
| チーム #1        | 計     | チーム #2    | 第1戦  | 第2戦  |
| ---------------- | ------ | ------------ | ------ | ------ |
| ソビエト連邦     | 不戦勝 | スペイン     | 不戦勝 | 不戦勝 |
| フランス         | 9 - 4  | オーストリア | 5 - 2  | 4 - 2  |
| ユーゴスラビア   | 6 - 3  | ポルトガル   | 1 - 2  | 5 - 1  |
| チェコスロバキア | 5 - 0  | ルーマニア   | 2 - 0  | 3 - 0  |

## 最終トーナメント
|  | 準決勝              | 準決勝         |                |       | 決勝 | 決勝 |
|  |                     |                |                |       |      |      |
|  | 7月6日 – マルセイユ |                |                |       |      |      |
|  |                     |                |                |       |      |      |
|  | チェコスロバキア    | 0              |                |       |      |      |
|  | チェコスロバキア    | 0              | 7月10日 – パリ |       |      |      |
|  | ソビエト連邦        | 3              |                |       |      |      |
|  | ソビエト連邦        | 3              | ソビエト連邦   | 1 (2) |      |      |
|  | 7月6日 – パリ       |                | ソビエト連邦   | 1 (2) |      |      |
|  |                     | ユーゴスラビア | 1 (1)          |       |      |      |
|  | フランス            | ユーゴスラビア | 1 (1)          | 4     |      |      |
|  | フランス            |                |                | 4     |      |      |
|  | ユーゴスラビア      | 5              |                |       |      |      |
|  | ユーゴスラビア      | 5              | 3位決定戦      |       |      |      |
|  |                     |                |                |       |      |      |
|  | 7月9日 – マルセイユ |                |                |       |      |      |
|  |                     |                |                |       |      |      |
|  | チェコスロバキア    | 2              |                |       |      |      |
|  | チェコスロバキア    | 2              |                |       |      |      |
|  | フランス            | 0              |                |       |      |      |

### 準決勝
| 1960年7月6日 20:30 |

| チェコスロバキア | 0 - 3 | ソビエト連邦                            |
|                  |       | イワノフ 34分, 56分 · ポネデルニク 66分 |

| スタッド・ヴェロドローム（マルセイユ） 観客数: 25,184 |

| 1960年7月6日 20:00 |

| フランス                                                  | 4 - 5 | ユーゴスラビア                                                                  |
| ヴァンサン 12分 · ウート 43分, 62分 · ヴィスニスキー 53分 |       | ガリッチ 11分 · ジャネティッチ 55分 · クネズ 75分 · イェルコヴィッチ 78分, 79分 |

| パルク・デ・プランス（パリ） 観客数: 26,370 |

### 3位決定戦
| 1960年7月9日 18:00 |

| チェコスロバキア                      | 2 - 0 | フランス |
| ブブニーク 58分 · パヴロヴィッチ 88分 |       |          |

| スタッド・ヴェロドローム（マルセイユ） 観客数: 9,438 |

### 決勝
| 1960年7月10日 21:30 |

| ソビエト連邦                           | 2 - 1 (延長)                              | ユーゴスラビア |
| メトレヴェリ 49分 · ポネデルニク 113分 | https://www.uefa.com/uefaeuro/match/4025/ | ガリッチ 43分  |

| パルク・デ・プランス（パリ） 観客数: 17,966 主審: Arthur Ellis (England) |

## 最終結果
| 1960 欧州ネイションズカップ優勝国 |
| --------------------------------- |
| · ソビエト連邦 · 初優勝           |